# Fascia
Fascia (av latinets fascis: "bunt", "knippe") är en anatomisk term för karaktäristiska makroskopiska bindvävsstrukturer. Engelskan beskriver fascia med orden "sheets and sheaths" vilket godtyckligt kan översättas till hinnor och slidor. Begreppet fascia ska åtskiljas från aponeuros, ligament, senor, med mera. 
Liksom annan bindväv består fascia av fiberproteiner, främst kollagen och elastin, samt den flytande grundsubstansen, en gelliknande vätska som huvudsakligen består av vatten, hyaluronsyra och andra olika glykosaminoglykaner. Denna struktur kallas även för den extracellulära matrixen (ECM). I fascian finns också celler, där fibroblaster är den mest förekommande.
Sammansättningen är beroende av vilken belastning vävnaden utsätts för. Högre belastning skapar en kraftigare, tätare fascia.

## Indelning och klassificering
Kroppens fascior delas utefter lokalisation klassiskt in i ytliga fascior respektive djupa fascior. Den ytliga fascian anses oftast synonymt med underhud (latinets subcutis och grekiskans hypodermis). De djupa fasciorna delas oftast in i fascior omkring musklerna, muskelhinnor (fasciae musculorum), respektive inälvorna (inklusive fascior omkring neurovaskulära strukturer(en)).
Fascia kan även klassificeras utefter bindvävens mikroskopiska organisation. Fascior kan således beskrivas som löst/luckert/areolärt packade (exempelvis underhud) respektive tätt packade sådana (exempelvis muskelfascior).

## Fascians beståndsdelar
Fascia består av celler och den extracellulära matrixen (ECM). Cellerna tillverkar och underhåller beståndsdelarna i ECM. ECM består i sin tur av fiberproteiner och den flytande gelaktiga grundsubstansen.
Fascia ombildas löpande av fibroblaster och fasciacyter. All bindväv, fascia, brosk, skelett, med mera, har samma ursprung, embryots mesoderm. Även all vår muskulatur, blod- och lymfvävnad, könsorgan, slemhinnor med mera har samma ursprung, mesodermet.

### Celler
- Fibroblaster – producerar kollagen, elastin, kolhydrater, signalproteiner, enzyme mm, allt efter de mekaniska krafter som fascian utsätts för, t ex tryck och vibrationer. Fibroblaster bygger upp, bryter ner, och underhåller ECM.[3][4][5][6][7]
- Fasciacyter – producerar hyaluronsyra till grundsubstansen. Dessa ligger placerade nära, längs med ytskikten av fascians olika glidlager och även i endomysiet (det tunna fasciahöljet runt varje muskelfiber).[8][9]
- Immunförsvarsceller – mast-celler, makrofager, lymfocyter med mera.[3][4][6]
- Myofibroblaster – Fibroblaster kan vid behov omvandlas till myofibroblaster, celler som har förmåga att kontrahera. Den egenskapen behövs vid läkning då till exempel ett sår ska dras ihop, de deltar i den inflammatoriska processen. Myofibroblaster påverkar också tonus i fascian.[10]
- Telocyter – en ny cell som upptäckts i fascia och som presenterades 2016.[11] En cell som är känslig för mekanisk stimulans och som verkar vara vital för många fysiologiska processer. Den verkar vara delaktig i kommunikation mellan celler. Fascia är ett kontinuerligt nätverk som snabbt förmedlar signaler mellan celler.[12][13][14][15][16][17][18][19][11]
- Adipocyter – eller fettceller. Producerar fettvävnad (kroppsfett), vilket är en komponent i den lukra fascian. De lagrar energi och de har också en viktig endokrin funktion (hormoner).[6]

### Fiberproteiner
- Kollagen – Kroppens vanligaste protein. Typ I och III är de som man hittar mest av i fascia och de formar fibrer som ska motstå spänning/sträckning och kunna anpassa sig till den mekaniska kraft som vävnaden utsätts för. Kollagenfibrerna ger draghållfasthet och struktur till vävnaden, där typ I är starkast.[3][4][5][6][7][20]
- Elastin – Är ett mer elastiskt protein som ger elasticitet och spänst till vävnaden. Finns främst i elastiskt brosk, lucker fascia, hud, lungor, kärlväggar, men även i mindre mängder i senor och ligament för att ge en återfjädrande, spänstigare egenskap till vävnaden.[3][4][5][6][20]
- Reticulin – Formas av kollagen III fibrer. Skapar det mjukare kollagena nätverket kring organens celler och i endomysiet runt varje muskelfiber.[3][4][5][6][7][20]

### Grundsubstansen
Den flytande delen av fascia. Huvudbeståndsdelar är HA och andra GAG, och PG.
- Glukosaminoglycaner (GAG) – långa, stora polysackarider uppbyggda av sekvenser med disackarider. Resorberar stora mängder vatten. Tillsammans med kollagenets styrka ger GAG egenskaper att stå emot compression. Inkluderar hyaluronsyra, kondroitinsulfat, dermatansulfat, heparansulfat, heparin and keratansulfat.[3][4][5][6][7][20]
- Proteoglykaner (PG) bildas då GAG binds till en proteinkedja. Peptider som binder vatten. Ger stötdämpande egenskaper.[3][4][5][6][7][20]
- Hyaluronsyra (HA) klassas som en icke svavelhaltig GAG. Det är kroppens största polysackarid och hittas i alla ryggradsdjur.[3][4][5][6][7][20]

## Forskning
Det finns en växande mängd forskning som stöder fascians betydelse och kunskapen om fascians funktion och dess beteende. Antalet forskningsartiklar om fascia i referentgranskade journaler har ökat lavinartat de senaste 20 åren. 2007 hölls den första International Fascia Research Congress på Harvard Medical School i USA. Därefter 2009 i Amsterdam, 2012 i Vancouver, i Washington 2015, Berlin 2018 och Montreal 2022.
Fascia Research Society är en internationell, icke vinstdrivande sammanslutning med forskare, akademiker, kliniker med flera som delar intresse av forskning om fascia.